# Pauluskerk (Dongen)

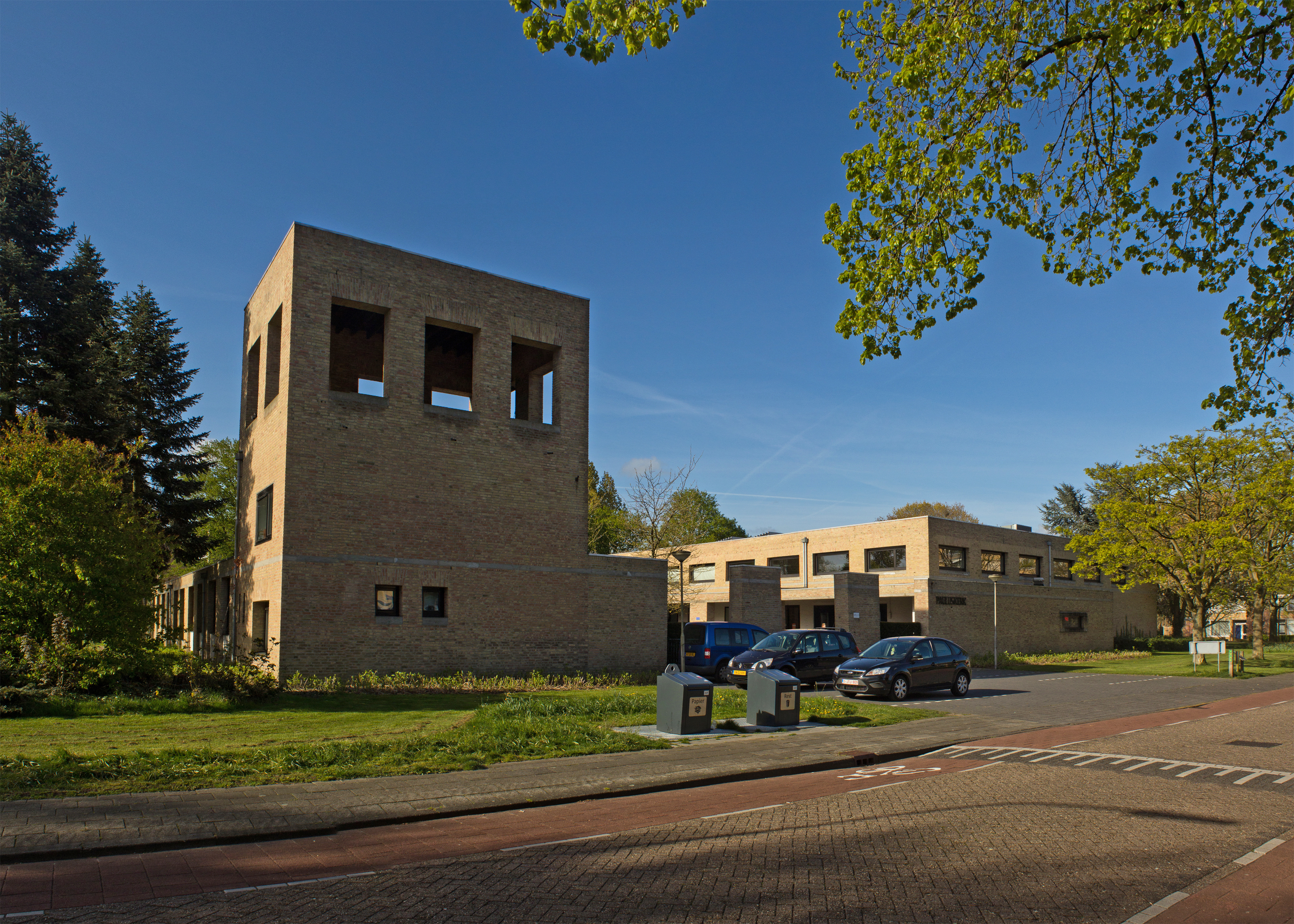
Pauluskerk

De Pauluskerk is een voormalig kerkgebouw in de Nederlandse plaats Dongen, gelegen aan het Europaplein 1.

## Geschiedenis
Deze kerk werd gebouwd in 1967 in de stijl van de Bossche School. Architect was Nico van der Laan. In 2005 werd de kerk onttrokken aan de eredienst. Er werden woningen in de kerk gebouwd. Het gebouw is geklasseerd als gemeentelijk monument.

## Gebouw
Het is een sober kerkgebouw op rechthoekige plattegrond met een laag, plat dak. De kerk heeft een vierkante, bakstenen klokkentoren in een stijl die aansluit bij het gebouw.